# روبرت بايارد
روبرت بايارد هو طبيب كندي، ولد في 1788، وتوفي في 4 يونيو 1868.